# 쿠스노키 타이텐
쿠스노키 타이텐(일본어: 楠 大典 구스노키 다이텐[*], 1967년 3월 18일 ~ )은 일본의 성우. 도쿄도 마치다시 출신. 본명은 후쿠다 다이스케(일본어: 福田 大典 ふくだ だいすけ[*]).

## 주요 출연작

### 애니메이션
- 86 -에이티식스- - 레프 알드레히트
- 갈릴레이 돈나 - 로베르토 마테라치
- 경계선상의 호라이즌 - 사카이 타다츠구
- 귀멸의 칼날 - 로쿠로
- 기동전사 건담 SEED DESTINY - 매드 에이브스, 헬베르트 폰 라인하르트
- 기동전사 건담 SEED FREEDOM - 헤르베르트 폰 라인하르트
- 기동전사 건담 AGE - 스토라 구아바란
- 기동전사 건담 철혈의 오펀스 - 산드발 로이터
- 나루토 - 모리노 이비키, 간테츠
- 네오 안젤리크 Abyss - 마티아스
- 누라리횬의 손자 - 가샤도쿠로
- 대도서관의 양치기 - 나나이
- 데스마치에서 시작되는 이세계 광상곡 - 쿠하노우 백작
- 도쿄 24구 - 스이도 고우리
- 도쿄 구울 - 요시무라(쿠젠 시절)
- 드래곤볼 카이 - 네일
- 드리프터즈 - 흑왕
- 디스크 워즈: 어벤저스 - 만다린
- 디지몬 세이버즈 - 사츠마 렌타로
- 메탈베이블레이드 - 아르고 그레이시
- 명탐정 코난 - 온다 테루아키(893화 엑스트라), 토다 쥰노스케(987화 엑스트라)
- 모브사이코 100 Ⅱ - 신라 반쇼마루
- 모험왕 비트 - 아트론
- 바이오니클: 빛의 가면 - 타후
- 바티칸 기적 조사관 - 트로네스 안토니오 베닝완비
- 방패용사 성공담 - 마르도
- 블리치 - 조마리 루루, 에도라드 리오네스
- 불꽃 소방대 - 레오날드 번즈
- 비스트 사가 - 라이오거
- 사카모토입니다만? - 경찰
- 새여동생 마왕의 계약자 - 가르도
- 성전 케르베로스 용각의 파타리테 - 길
- 스켓 댄스 - 야부타
- 식극의 소마 - 메기시마 토스케
- 아르슬란 전기 - 바하두르
- 아쿠에리온 로고스 - 켄자키 소우곤
- 암살교실 - 레드아이
- 에덴즈 제로 - 드라켄 죠
- 오버로드 Ⅲ - 바르블로 안드레앙 이엘드 라일 바이셀프
- 원피스 - 우루지, 롤링 로건
- 유희왕 5D's - 히무로 진
- BEM - 매니저(요괴인간 벰)
- 은혼 - 쿠마나쿠 세이조
- 이세계 치트 마술사 - 트윈헤드 드래곤
- 이 세상 끝에서 사랑을 노래하는 소녀 ~YU-NO~ - 류조지 코조
- 저스티스 리그 - 그린 랜턴/존 스튜어트
- 죽은 자의 제국 - 프레드릭 바나비
- 중간관리록 토네가와 - 우에노
- 창천의 권 - 기즈 대령
- 켄간 아슈라 - 무테바 기젠가
- 쿠로무쿠로 - 모즈미 토시유키(세바스찬)
- 킹덤 시리즈 - 몽무
- 테니스의 왕자 - 사나다 겐이치로
- 트랜스포머 갤럭시 포스 - 갤럭시 콘보이
- 트랜스포머 카로봇 - 블랙 콘보이
- 트랜스포머 아마다 - 화이트의 아버지
- 트랜스포머 어드벤처 - 옵티머스 프라임
- 파워퍼프걸Z - 유토니움 박사
- 프로메어 - 벌칸 헤이스터스
- 하트캐치 프리큐어! - 사바쿠 박사
- 현실주의 용사의 왕국 재건기 - 게오르그 카마인
- 호접기: 젊은 노부나가 - 오다 노부히데
- BEATLESS - 진구지
- DARKER THAN BLACK -유성의 제미니- - 레바논
- MIX - 오오야마 고로
- TIGER & BUNNY - 록 바이슨
- TIGER & BUNNY 2 - 록 바이슨
- ONE OUTS - 데니스 존슨
- PSYCHO-PASS 3 - 사사가와 테츠야
- SD 건담 포스 - 바람의 기사 톨기스
- SD건담 월드 히어로즈 - 아르센 건담 X
- 클래시컬로이드 - 바흐

### OVA
- 파이널 판타지 7 어드벤트 칠드런 - 루드

### 게임
- Bloodstained: Ritual of the Night - 알프레드
- Kadenz fermata//Akkord：fortissimo - 이름프리트 브룩하르트
- SD건담 G제네레이션 시리즈 - 켄 비더슈타트
- Sdorica - 칼날
- 갓이터 시리즈 - 페이라 사카키
- 길티기어 STRIVE - 나고리유키
- 대도서관의 양치기 - 나나이
- 더 킹 오브 파이터즈 올스타 - 오리지널 제로
- 데빌 메이 크라이 4 스페셜 에디션 - 베리알
- 디지몬 어드벤처 PSP판 - 왕개굴몬
- 라쳇 & 클랭크 시리즈 <인투 더 넥서스> - 네프틴 프로그
- 레이븐 - 반고
- 리그 오브 레전드 - 갈리오
- 바이오하자드 HD 리마스터 - 케네스 J. 설리번
- 소닉 더 헤지혹 시리즈 - E-123 오메가
- 세븐나이츠 - 여포
- 신차원게임 넵튠 V - 카피리에이스
- 사가 스칼렛 그레이스- 바루만테
- 아라드 전기 - 남성 프리스트
- 오버워치 - 솔저: 76
- 이 세상 끝에서 사랑을 노래하는 소녀 ~YU-NO~ (리메이크) - 류조지 코조
- 진삼국무쌍 시리즈 - 노숙
- 젤다무쌍 - 가논돌프
- 죠죠의 기묘한 모험 All Star Battle - 레오네 아바키오
- 철권 8 - 미시마 헤이하치
- 쿠로가네 회희담 -섬야일야- - 오오카네 타이라
- 파이널 판타지 7 리메이크 - 루드
- 피리스의 아틀리에 ~신비한 여행의 연금술사~ - 안그리프 달만
- 하얀고양이 프로젝트 - 라웨이

### 외화 더빙
- 드웨인 존슨 전담
  - 게임 플랜 - 조 킹만
  - 겟 스마트 - 에이전트 23 ※ 소프트 버전
  - 램페이지 - 데이비스 오코예
  - 레드 노티스 - 존 하틀리
  - 미스터 이빨요정 - 데릭 톰프슨
  - 복수자 - 드라이버
  - 샌 안드레아스 - 레이몬드 게인즈
  - 스니치 - 존 매튜스
  - 스카이스크래퍼 - 윌 소여
  - 엠파이어 스테이트 - 제임스 랜섬
  - 워킹 톨 - 크리스 본
  - 윗치 마운틴 - 잭 브루노
  - 쥬만지: 새로운 세계, 쥬만지: 넥스트 레벨 - 닥터 브레이브스톤/스펜서
  - 지.아이.조 2 - 로드블럭
  - 파이팅 위드 마이 패밀리 - 본인
  - 페인 앤 게인 - 폴 도먼
  - 허큘리스 - 헤라클레스
- 빈 디젤 전담
  - 디아블로 - 숀 베터 ※ 소프트 버전
  - 라스트 위치 헌터 - 코올더
  - 분노의 질주 시리즈 - 도미닉 토레토
  - 블러드샷 - 레이
  - 빌리 린스 롱 하프타임 워크 - 슈룸
- 존 시나 전담
  - 12 라운드 - 대니 피셔
  - 더 마린 - 존 트리톤 ※ 소프트 버전
  - 더 월 - 셰인 매튜스
  - 범블비 - 잭 번스
  - 플레잉 With 파이어 - 제이크 카슨
- 고스트 쉽 - 그리어(아이제이아 워싱턴)
- 네온 데몬 - 행크(키아누 리브스)
- 늑대의 어둠 - 치온(줄리안 블랙 안텔로페)
- 단적비연수 - 적(설경구)
- 더 록 - 맥코이 일병(스티브 해리스) ※ 일본 TV 버전
- 더 퍼지 - 제임스 샌딘(에단 호크)
- 도그빌 - 톰 에디슨(폴 베타니)
- 라이크 마이크 - 트레이시(모리스 체스트넛)
- 러브 액츄얼리 - 피터(치웨텔 에지오포)
- 레드라인 - 인페이머스(에디 그리핀)
- 레드 워터 - 아이스(쿨리오) ※ DVD 버전
- 레디 플레이어 원 - 놀란 소렌토(벤 멘델슨)
- 로그 원: 스타워즈 스토리 - 다스 베이더
- 로마에서 생긴 일 - 랜스(존 헤더)
- 로스트 - 미스터 에코(애디왈레이 애키누에이-아그바제이)
- 리쎌 웨폰 4 - 고화승(이연걸) ※ 일본 TV 버전
- 마이너리티 리포트 - 대니 위트워(콜린 패럴)
- 매트릭스 3: 레볼루션 - 발라드(로이 존스 주니어) ※ 극장 공개 버전
- 문라이트 - 후안(마허샬라 알리)
- 미이라 2 - 로크나(아데웰 아킨누오예 아바제) ※ 아사히 버전
- 본 아이덴티티 - 프로페서(클라이브 오웬) ※ 소프트 버전
- 브라이트 - 닉 자코비(조엘 에저튼)
- 브로큰 시티 - 칼(제프리 라이트)
- 뿌리깊은 나무 - 무휼(조진웅)
- 셀마 - 마틴 루터 킹(데이빗 오예로워)
- 스페이스 잼: 새로운 시대 - 르브론 제임스
- 시카고 - 밴드리더(타이 디그스)
- 아마겟돈 - A. J. 프로스트(벤 애플렉) ※ 일본 텔레비전, 아사히 버전
- 아미 오브 더 데드 - 스콧 워드(데이브 바티스타)
- 아수라 - 김차인(곽도원)
- 아일랜드 - 알버트 로렌트(자이먼 혼수)
- 올드보이 - 조 두셋(조시 브롤린)
- 어벤징 안젤로 -프랭키 델란도(실베스터 스탤론)
- 엑스맨: 데이즈 오브 퓨처 패스트 - 비숍(오마르 시)
- 유 캔 카운트 온 미 - 밥(존 테니)
- 워크래프트 - 듀로탄(토비 켑벨)
- 원스 어폰 어 타임 인 아메리카 - 지미(트리트 윌리엄스) ※ DVD·BD 버전
- 이보다 더 좋을 순 없다 - 프랭크 잭스(쿠바 구딩 주니어) ※ BD 버전
- 익스펜더블 - 댄 페인(스티븐 오스틴)
- 장고: 분노의 추적자 - 장고(제이미 폭스)
- 적벽대전 1,2 - 관우(파삼찰포)
- 체이징 슬립 - 조지(줄리언 맥마흔)
- 크레이들 투 그레이브 - 수(이연걸) ※ 아사히 버전
- 킹콩 - 벤 헤이즈(에번 파크)
- 쿵푸허슬 - 짐꾼 청년(석행우)
- 토르: 라그나로크 - 스커지(칼 어번)
- 트랜스포머 - 재즈(다리우스 맥크러리)
- 튜브 - 장도훈(김석훈) ※ 비디오 버전
- 파워레인저 라이트스피드 레스큐 - 디아볼리코
- 판타스틱 포 -  닥터 둠(줄리언 맥마흔) ※ 일본 TV 버전
- 페이첵 - 마이클 제닝스(벤 애플렉) ※ 아사히 버전
- 포커스 - 니키(윌 스미스)
- 폼페이: 최후의 날 - 아티쿠스(애디왈레이 애키누에이-아그바제이)
- 프레데터 - 딜런(칼 웨더스) ※ 후지 TV 버전 추가 녹음
- 프로메테우스 - 이드리스 야넥(이드리스 엘바) ※ 극장 공개 버전
- 프린세스 다이어리 - 대사관 직원
- 화이트 올랜더 - 레이(콜 하우저)